# Ухов, Юрий Владимирович
Ю́рий Влади́мирович У́хов (23 сентября 1937, Москва — 14 августа 2007, Москва) — советский и российский хоровой дирижёр, педагог, художественный руководитель Юрловской капеллы (1975—1981), главный хормейстер Александровского ансамбля (1995—2007), Народный артист Российской Федерации (2004).

## Биография
Юрий Владимирович Ухов родился 23 сентября 1937 года в Москве.
Юрий Владимирович Ухов — ученик А. А. Юрлова,
- с 1964 — хормейстер Юрловской капеллы;
- 1975—1981 — художественный руководитель Юрловской капеллы,
  - под его руководством капелла впервые исполнила[1] монументальную кантату С. И. Танеева «По прочтении псалма».
- с 1979 года преподавал в музыкально-педагогическом институте им. Гнесиных.
- 1984—1997 — возглавлял хор МГУ.
- 1995—2007 — главный хормейстер Александровского ансамбля.

Скончался 14 августа 2007 года, похоронен на Головинском кладбище Москвы.

### Семья
Вдова Юрия Владимировича: заслуженная артистка России Л. Ф. Солодилова.

## Награды
- Заслуженный деятель искусств РСФСР (1976)[2]
- Народный артист Российской Федерации (2004)[3][4]